# Bathyplectes carinatus
Bathyplectes carinatus är en stekelart som beskrevs av Horstmann 1974. Bathyplectes carinatus ingår i släktet Bathyplectes och familjen brokparasitsteklar. Inga underarter finns listade.